# ASIX
ASIX(정식 명칭: ASIX Electronics Corp., 중국어: 亞信電子股份有限公司)는 네트워킹, 통신 및 연결 애플리케이션에 중점을 둔 팹리스 반도체 공급업체이다. ASIX 일렉트로닉스는 비PCI 이더넷 컨트롤러, USB 2.0-LAN 컨트롤러, 임베디드 네트워킹 애플리케이션용 네트워크 SoC 등 이더넷 중심 실리콘 제품을 전문으로 한다.

## 역사
ASIX는 1995년 5월 대만 신주과학단지에서 설립되었다. 2002년에 ASIX는 최초의 USB-MII 칩을 발표했다. 2007년 6월, Electronicstalk.com에서는 업계 최소형 단일 칩 내장형 이더넷 MCU인 AX11005BF를 선보였다. Electronicstalk.com에서는 AX110xx 칩 제품군과 관련하여 M2M(Machine to Machine World)에서 임베디드 시스템에 전원을 공급하는 방법을 설명한다.

## 제품
현재 제공되는 사항은 다음과 같다.
- 비 PCI/PCMCIA 내장 이더넷
- 고속 USB-LAN
- 임베디드 네트워크 SoC
- I/O 연결
- 내장형 무선 모듈

## 같이 보기
- 대만의 기업 목록
- 단일 칩 시스템 공급사 목록
- 네트워크 인터페이스 컨트롤러